# Jevgenia Medvedeva-Arbuzova
För konståkaren, se Jevgenija Medvedeva
Jevgenia Vladimirovna Medvedeva-Arbuzova (ryska: Евгения Влади́мировна Медведева-Арбузова), född den 4 juli 1976 i Kondopoga, Karelska republiken, är en rysk längdåkare som 12 februari 2006 vann en olympisk bronsmedalj i dubbeljakt, 15 kilometer under OS i Turin. Hon har tävlat på elitnivå sedan 1996.
Hon har även två medaljer från VM. Vid VM 2005 blev hon silvermedaljör med det ryska stafettlaget och vid VM 2009 slutade hon tvåa på 30 km. 
Hon har även en seger från Världscupen från 2005 på 10 km.